# 신주쿠산초메역
신주쿠산초메역(일본어: 新宿三丁目駅, しんじゅくさんちょうめえき 신주쿠산초메에키[*])은 일본 도쿄도 신주쿠구에 있는 철도역이다.

## 타는 곳

### 도쿄 지하철
난간형 스크린도어가 설치되어 있다.
| 1 | ○ 마루노우치 선 | 신주쿠・나카노사카우에・오기쿠보・나카노후지미초 방면     |
| 2 | ○ 마루노우치 선 | 아카사카미쓰케・긴자・이케부쿠로 방면                     |
| 3 | ○ 후쿠토신 선   | 메이지진구마에・시부야 방면                               |
| 4 | ○ 후쿠토신 선   | 이케부쿠로・고타케무카이하라・와코시・신린코엔・한노 방면 |

### 도쿄 도 교통국
| 1 | ○ 도영 신주쿠 선 | 신주쿠・사사즈카・하시모토 방면 |
| 2 | ○ 도영 신주쿠 선 | 바쿠로요코야마・모토야와타 방면 |

## 역세권 정보
- 신주쿠 구청
- 다카시마야 타임스 스퀘어
- 이세탄

## 역사
- 1959년 3월 15일: 마루노우치 선의 철도역이 영업 개시.
- 1980년 3월 16일: 신주쿠 선의 철도역이 영업 개시.
- 2008년 6월 14일: 후쿠토신 선의 철도역이 영업 개시.

## 사진

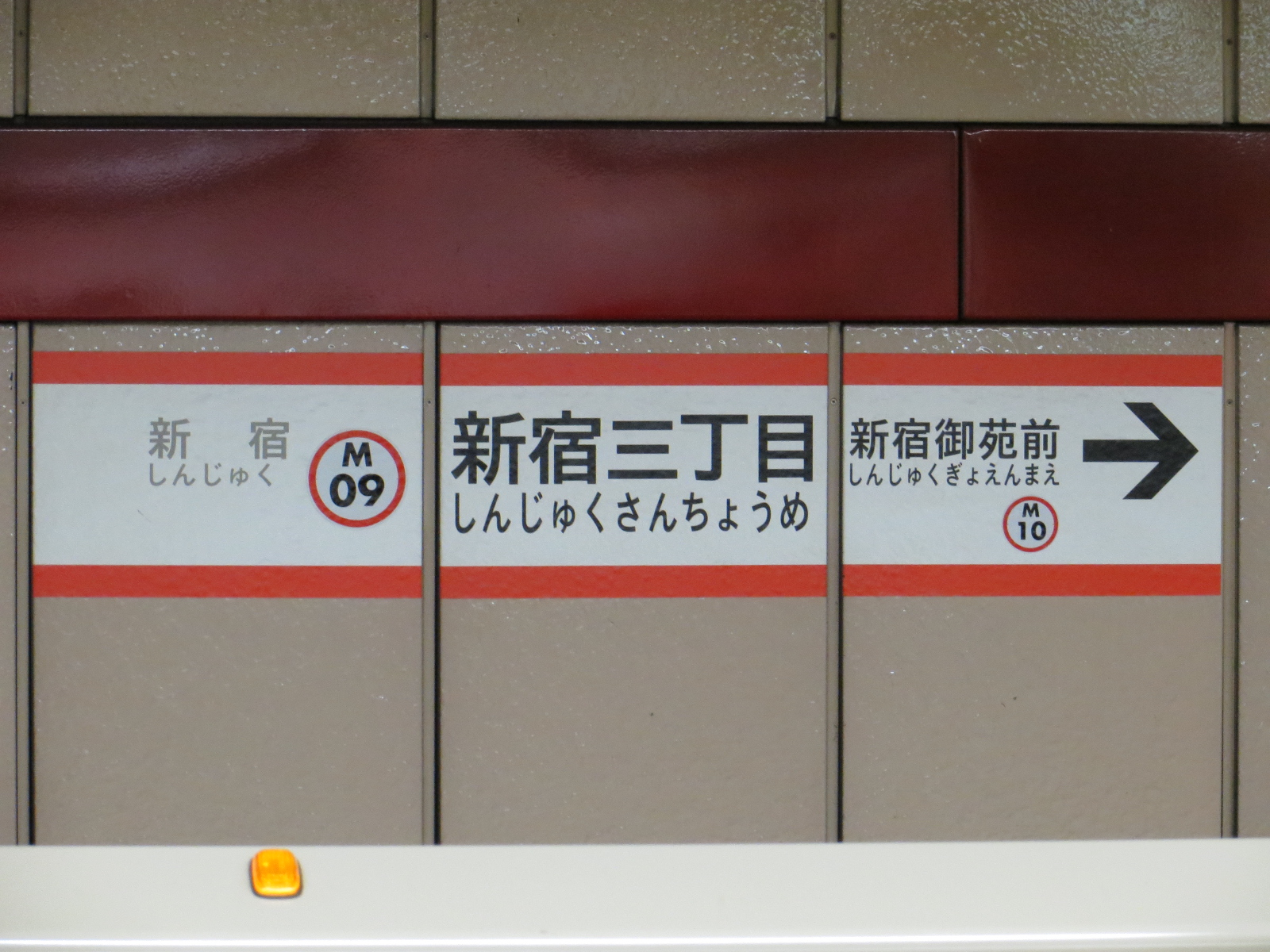
마루노우치 선 역명판 모습(부역명 "이세탄 앞" 생기기 전)
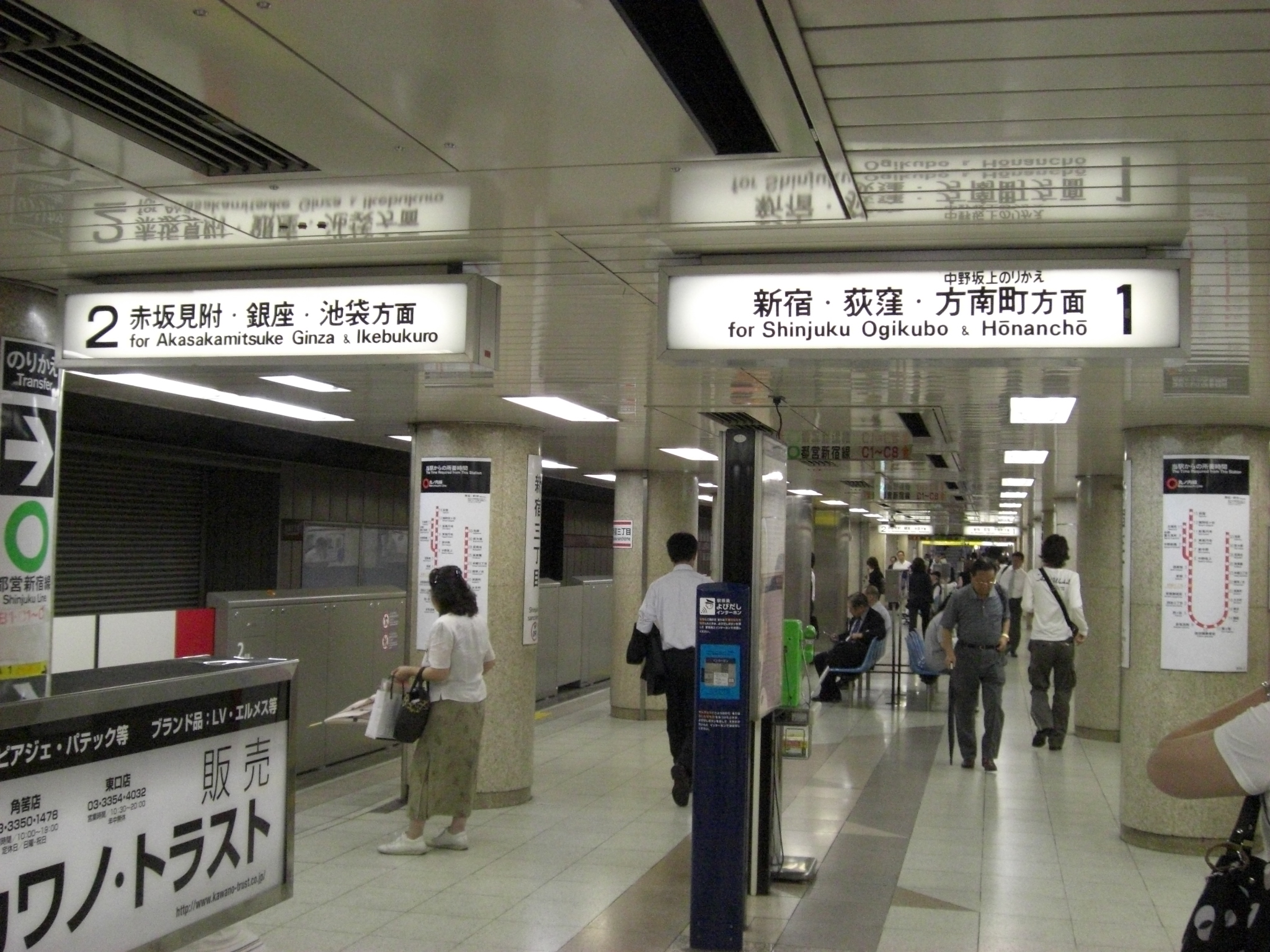
마루노우치 선 승강장 모습(부역명 "이세탄 앞" 생기기 전)

## 인접역
| 도쿄 메트로 4호선            | 도쿄 메트로 4호선                 | 도쿄 메트로 4호선                  |
| ---------------------------- | --------------------------------- | ---------------------------------- |
| M08 신주쿠 오기쿠보 방면     | 마루노우치 선                     | M10 신주쿠교엔마에 이케부쿠로 방면 |
| 도쿄 메트로 13호선           |                                   |                                    |
| F09 이케부쿠로 와코 시 방면  | 후쿠토신 선 급행(평일) · 통근급행 | F16 시부야 시부야 방면             |
| F09 이케부쿠로 와코 시 방면  | 후쿠토신 선 급행(토,일,공휴일)    | F15 메이지 진구마에 시부야 방면    |
| F12 히가시신주쿠 와코시 방면 | 후쿠토신 선 각역정차              | F14 기타산도 시부야 방면           |
| 도쿄 도 교통국 신주쿠 선     |                                   |                                    |
| S01 신주쿠 방면              | 신주쿠 선                         | S03 아케보노바시 모토야와타 방면   |